# Annette Frederiksen
Annette Frederiksen (* 10. Dezember 1954; † 2. Januar 2022) war eine dänische Fußballspielerin.

## Karriere

### Vereine
Andersen spielte zunächst für den in Ribe in der Kommune Esbjerg ansässigen Ribe Boldklub Fußball. Danach gehörte sie dem in Kolding in der Region Syddanmark ansässigen Kolding BK an.

### Nationalmannschaft
Frederiksen bestritt als Nationalspielerin für die DBU in vier Jahren (außer im Jahr 1977) neun Länderspiele. Sie nahm von 1974 bis 1976 und im Jahr 1978 viermal an den Turnieren um die Nordischen Meisterschaften teil und gewann mit ihrer Mannschaft die ersten drei Ausspielungen. Bei der Turnierpremiere krönte sie sich mit drei Toren zur besten Torschützin; diese gelangen ihr im zweiten Turnierspiel am 28. Juli in Mariehamn gegen die Nationalmannschaft Finnlands, die mit 5:0 bezwungen wurde. Ihr Debüt als Nationalspielern erfolgte tags zuvor beim 1:0-Sieg über die Nationalmannschaft Schwedens in Markusböle. Auch in ihrem zweiten Turnier war sie mit drei Toren die erfolgreichste – diesmal gemeinsam mit ihrer Landsfrau Susanne Niemann. Im dritten Turnier bedeutete ihr einziges Tor den 1:0-Sieg über die Nationalmannschaft Schwedens im ersten Spiel am 9. Juli 1976 in Fristad. Am 2. Oktober 1976 kam sie in Roskilde zu ihrem ersten in Freundschaft ausgetragenen Länderspiel; sie trennte sich mit ihrer Mannschaft von der Nationalmannschaft Schwedens mit 1:1 unentschieden. Ihre letzten beiden Länderspiele trug sie im Turnier um die Nordische Meisterschaft 1978 mit den ersten beiden gewonnenen Spielen aus. In allen acht Turnierspielen, in denen sie mitwirkte, musste ihre Mannschaft kein einziges Gegentor hinnehmen; lediglich im einzigen Freundschaftsspiel gelang der gegnerischen Mannschaft ein Tor.

## Erfolge
- Nordischer Meister 1974, 1975, 1976